# Lista de personagens de ThunderCats

Logotipo dos ThunderCats.

Lista de personagens do desenho animado ThunderCats.

## ThunderCats

### Lion-O
(pronúncia: láion, [ˈlaɪ̯õ] ) é o líder dos ThunderCats que moram no terceiro mundo e lutam pela ordem e justiça. Criado pelo desenhista Ted Wolf para a Telepictures Corporation. No Brasil foi dublado por Newton da Matta. Como seu nome diz, ele é da linhagem dos leões de Thundera, como seu pai, Cláudios. Sua poderosa Espada Justiceira é utilizada para chamar todos os Thundercats quando está em perigo, dá a "visão além do alcance" para ver o que se passa com um Thundercat que esteja em perigo, além de soltar raios poderosíssimos e possuir o poderoso "Olho de Thundera", símbolo maior que representa o seu lema: justiça, verdade, honra e lealdade. Possui também o Escudo-Garra, que se encaixa na sua mão para ser utilizado como escudo, atira garras ligadas a fios super resistentes e ainda solta gases de diversos tipos.
Lion-O era criança quando entrou na nave de fuga em Thundera. Antes de entrar na cápsula de suspensão, Jaga havia alertado que embora as cápsulas reduzam o processo de envelhecimento, algum envelhecimento acontece (conforme episódio I). Assim, ao chegar no Terceiro Mundo, Lion-O havia se tornado um adulto.

### Panthro
(pronúncia: pântru [ˈpɐ̃tɾʊ]) é um integrante dos ThunderCats, representando uma pantera negra na linhagem Thunderiana. Panthro é o que possui a maior força física no grupo e é mestre em artes marciais, além de ser também especialista em mecânica e tecnologia avançada. Entre suas criações, destacam-se: o veículo de combate ThunderTank; a nave espacial utilizada nas aventuras espaciais Feliner; as pranchas dos personagens Willykit e Willycat e os veículos planadores ThunderClaw e HoverCat. Tem armas como os espigões que saem de uma espécie de suspensório que usa, e seu nunchaku, capaz de expelir gases de várias espécies e raios. Seu ponto fraco é o medo de morcegos. No Brasil foi dublado por Francisco José

### Tygra
Pertencendo à linhagem dos tigres de Thundera, Tygra  (pronúncia: táigra [ˈtaɪ̯gɾə]) é um dos mais poderosos e versáteis Thundercats. Calmo e racional, Tygra é o cientista do grupo além de ser um experiente arquiteto. Ele também é o vice-líder dos Thundercats, assumindo o comando do grupo nas situações em que Lion-O não pode fazê-lo. Foi Tygra quem projetou a Toca dos Gatos, incluindo todos os sistemas de computadores, redes elétricas e geradores de energia. Seus conhecimentos vão desde arquitetura e engenharia até química e ciências biológicas. Sua arma é um chicote retrátil que possui uma boleadeira na ponta que, quando está envolvido em seu corpo, lhe oferece a capacidade de ficar invisível. Ele também pode gerar ilusões telepáticas em suas vítimas. Seu ponto fraco é a água, uma vez que não sabe nadar (conforme descrito no episódio Safari Joe, mas muito estranho, visto que tigres são ótimos nadadores). Num episódio anterior onde as donzelas guerreiras são atacadas com bolas de fogo vindas do castelo Plun-Darr, Tygra  e Willa invadem o covil dos bandidos em busca da arma, Tygra nada pelo fosso do castelo em busca de uma entrada. No Brasil foi dublado pelo locutor e radialista Francisco Barbosa e também por Ricardo Juarez.

### Cheetara
Representando a chita, Cheetara (pronúncia: xitara [ʃiˈtaɾə) é uma guerreira destemida. Forte e decidida, não hesita em entrar em ação para combater os vilões. Sua habilidade de luta é impressionante mas sem dúvida seu grande poder consiste na velocidade inigualável, superior a qualquer veículo terrestre motorizado. No entanto só pode manter a velocidade acelerada por curtos espaços de tempo e distância, podendo padecer de exaustão se exceder este limite. Além disso, Cheetara tem poderes psiônicos, sobre os quais apresenta controle limitado, que lhe confere premonições e visões, embora isso a enfraqueça constantemente. Tem como arma um bastão. Além disso é uma poderosa feiticeira,pois foi treinada por Jaga. A claustrofobia é seu ponto fraco. No Brasil foi dublada por Carmem Sheila. Demonstra um certo interesse amoroso por Lion-O quando este se torna adulto

### Willy Kat
(pronúncia uíle quete [wiliˈkɛtʃ] é o esperto garoto que ao lado da jovem Willy Kit, dá muito trabalho não só para os vilões como também para os próprios Thundercats. Quando saíram de Thundera, Willy Kat e Willy Kit eram crianças e devido a viagem feita em cápsulas de suspensão, os dois chegaram ao terceiro mundo ainda garotos porém um pouco mais velhos. Willy Kat é um garoto muito curioso, brincalhão e bastante desajeitado pois ele nunca conseguiu voar direito em sua prancha espacial (uma prancha voadora motorizada construída por Panthro). No Brasil foi dublado por Nizo Neto e também por Oberdan Júnior e Marcos Souza.

### Willy Kit
(pronúncia uíle quiti [wiliˈkitʃ] esperta e curiosa, é companheira de Willy Kat em suas intermináveis travessuras e aventuras. Diferente de Willy Kat, Willy Kit sabe voar e controlar muito bem a sua prancha espacial e quando estão voando juntos quase sempre apronta com seu companheiro e faz com que ele caia da prancha, mas antes de atingir o solo ela o pega. Willy Kit possui as mesmas armas que Willy Kat, ou seja, as cordas especiais e as cápsulas com vários efeitos distintos. Porém Willy Kit possui características especiais e particulares. Suas armas são as bolinhas, que quando explodem soltam determinadas substâncias e um laço que pode esticar muitos metros, capaz de amarrar robôs gigantes. No Brasil, é dublada por Marisa Leal

### Lynx-O
Durante a explosão de Thundera, Lynx-O juntamente com seus amigos Bengali e Pumayra, tentava alcançar sua nave de fuga na intenção de escapar da terrível destruição que tomava a terra natal dos Thundercats. No entanto, Lynx-O tem seus olhos queimados pelas chamas destruindo sua visão e provocando sua cegueira. Graças a uma nave berbil que passava próximo ao planeta, os três sobreviventes são resgatados e levados ao terceiro mundo. Apesar de não enxergar mais, Lynx-O consegue lutar quando é preciso, se orientando por sua audição super desenvolvida. E quando Lion-O projeta o Olho de Thundera, enquanto todos os outros Thundercats ficam com os olhos iluminados, Lynx-O fica com as orelhas iluminadas. Como seu nome diz'
, ele é da linhagem dos Lynx de Thundera. No Brasil, foi dublado por Magalhães Graça e também por Ednaldo Lucena

### Bengali
Irmão de Tygra (linhagem dos tigres brancos), Bengali é o ferreiro do grupo. Usa um martelo como arma e ferramenta, com o qual já consertou a Espada Justiceira algumas vezes. Bengali, assim como Tygra, é muito cauteloso no que faz, sempre pensando duas vezes antes de agir. No Brasil, foi dublado por Marco Antônio Costa.

### Pumyra
Prima-irmã de Cheetara e usa como arma uma corda, Mas também tem umas espécies de "bolas" pequenas que ela coloca em sua corda e que batem no oponente com muita força. Ela é da linhagem dos pumas de Thundera. Ela, Lynx, BenGali e Snarfinho moram na Torre da Justiça. No Brasil, é dublada por Miriam Ficher.

### Jaga
(pronúncia: djaga [ˈdʒagə]) é o mentor e guerreiro mestre de todos os Thundercats e como seu nome sugere, é representado pelo jaguar. Ainda em Thundera, Jaga era o líder e fundador da linhagem e da filosofia dos Thundercats que seriam guerreiros com super habilidades que iriam defender a paz e a justiça e manter vivo o sagrado código de Thundera: Justiça, Verdade, Honra e Lealdade. Jaga foi um dos maiores membros do conselho Thunderiano e foi também um grande, fiel e verdadeiro amigo do rei Claudius pai de Lion-O. Jaga sempre cuidou e amou Lion-O como se fosse um filho e no momento da fuga de Thundera ele chefiou e protegeu os Thundercats em todos os momentos. Um fator importantíssimo é que Jaga é o verdadeiro senhor da Espada Justiceira onde se encontra o Olho de Thundera a maior fonte de poder dos Thundercats. Jaga é conhecedor absoluto do real e aparentemente infinito poder da espada. Infelizmente também foi o responsável indireto pela destruição de Thundera, pois ao derrotar Rataro, se apoderou da espada de Plunn-Dar e a jogou no centro do planeta, causando uma reação em cadeia que destruturou o centro do planeta, resultando em sua destruição. No Brasil, é dublado por Garcia Neto e também por Jorge Rosa

### Snarf (Osbert)
Extremamente simpático e divertido, o pequeno Snarf é o encarregado de cuidar de Lion-O e afazeres corriqueiros na Toca dos Gatos, como carregar os módulos de força do ThunderTank. Desde que abandonaram Thundera, Snarf agia como uma espécie de babá do jovem príncipe. Snarf possui uma personalidade alegre e um jeito meio resmungão talvez pela sua idade já avançada. Aparentemente inútil, Snarf é de grande importância para os Thundercats como se constata no episódio 25 "Snarf Aceita o Desafio", no qual salva todos os membros aprisionados por Mumm-Ra. Revelou-se no mesmo episódio 25 poder se comunicar com habilidade com qualquer animal e é o cozinheiro oficial da Toca dos Gatos. Apesar do jeito atrapalhado, quase sempre salva Lion-O e já deu uma surra danada nos mutantes no episódio 28 em que fica gigante. O personagem foi dublado no Brasil por Élcio Romar.

### Snarfinho
Sobrinho de "Osbert" (verdadeiro nome de Snarf). É encarregado de cuidar da manutenção dos equipamentos, entre outras tarefas, na Torre da Justiça, onde também moram Lynx, Pumyra e Bengali. Sua aparição foi no episódio 29 e 30 "Feliner", no qual foi sequestrado pelos mutantes no planeta dos Snarfs o que ocasionou seu reencontro com o tio Snarf.O personagem foi dublado no Brasil por Márcio Simões

### Claud-Us
Claud-Us (às vezes soletrado Claudius) é o pai de Lion-O e o senhor anterior dos ThunderCats. Ao contrário da crença popular, Jaga não era um parente de Lion-O, apenas um mentor para o jovem herdeiro do trono ThunderCats. Ele governou Thundera até sua destruição. Ele perdeu a visão durante uma guerra que ele lutou contra os Mutantes de Plun-Darr.
No episódio 20 "Retorno a Thundera", Lion-O é transportado de volta no tempo para Thundera no dia anterior à sua destruição. Ele salvou Claud-Us de um ataque de Escamoso e Abutre, que estavam tentando recuperar os planos para um Guerreiro Robô que os espiões de Claud-Us tinham posto em suas mãos; Ele então deu estes planos para Lion-O, que os usou no presente para destruir o Guerreiro Robô dos Mutantes.
Quase nada mais do destino de Claud-Us era conhecido por quase toda a série, até que um antigo inimigo apareceu para atacar os Thundercats em Nova Thundera: o Mestes das Sombras que o levou prisioneiro para o Reino das Sombras. Orientado por Jaga, Lion entra no Reino das Sombras e junto com seu pai seguram a espada sagrada e derrotam o Mestre das Sombras em seu próprio reino. Depois, Lion-O leva Claud-Us com ele em uma barreira de campo de força feita pela espada, mas Claud-Us diz a Lion-O que seu tempo passou e que o verdadeiro Senhor dos ThunderCats é seu filho Lion.  Claud-Us se reencontra mais uma vez com seu grande amigo, Jaga, ambos como fantasmas. O personagem foi dublado por Dario Lourenço.

## Aliados e Nativos do Terceiro Mundo

### Donzelas Guerreiras
São uma tribo de mulheres guerreiras. São governadas por Wylla e por sua irmã, Nayla. Wylla foi dublada por Ilka Pinheiro e também por Nádia Carvalho e Miriam Ficher, enquanto Nayla foi dublada por Viviane Faria e também por Vera Miranda. São descobertas pelos Thundercats no episódio 7 "Questão de Tempo", onde após descobrir que os Thundercats não são maus, tornam-se amigos e os ajuda em várias ocasiões.

### Berbils
Berbils são robôs com forma de coalas que vivem nas florestas do Terceiro Mundo. São um dos primeiros amigos do grupo. E muitas vezes se mostram apenas coadjuvantes sem utilidade nenhuma. Seu líder é Roberbill, casado com Roberbella. Ajudaram na construção da "Toca dos Gatos" e da "Torre da Justiça" e ainda os ajuda em várias ocasiões. Roberbill foi dublado por Nelson Batista

### Mandora
Mandora, é a vigilante espacial, que aparece em alguns episódios sempre ajudando os Thundercats. Nunca se dá uma folga e é uma obcecada por trabalho. Dublada por Dolores Machado e também por Mônica Rossi.

### Tchagara
Tchagara é uma espécie de bruxa thundercat que vive na Grande Profundeza. Ela é responsável por proteger o Grande Giroscópio de Nova Thundera. Ela é a guardiã do Giroscópio. Ela só aparece na fase final do seriado e ajuda os Thundercats, algumas vezes, a combater os vilões que encontram.

### Mão Leve
Outrora foi o rei dos batedores de carteiras até ser capturado por Mandora e ser solto (acidentalmente) por Lion-O. Após ser levado ao planeta - prisão e feito refém pelo Capitão Buscapé, escapa com a ajuda de Lion-O e Mandora e os ajuda a capturar Buscapé. Por seus bons serviços, entre eles devolver a Espada Justiceira à Lion-O, é perdoado e nomeado assistente de Mandora.

### Hachiman
Um honrado samurai inicialmente enganado por Mumm-Rá para eliminar Lion-O. Felizmente descobre a verdade e se torna amigo dos ThunderCats e participa em quatro episódios da série. Sua espada Corta Trovão é uma das poucas armas que rivaliza com a Espada Justiceira. Costuma chamar Nayla carinhosamente e respeitosamente de ¨irmãzinha¨. Dublado por Olney Cazarré e também por Júlio Cezar, Garcia Júnior e Luiz Carlos Persy

### Mumm-Rana
Mumm-Rana é uma personagem que aparece em dois dos episódios da série. É uma versão feminina e benigna do vilão Mumm-Rá. Enquanto Mumm-Rá mora numa pirâmide negra e obtém poderes dos Espíritos do Mal, Mumm-Rana vive numa pirâmide branca e obtém poderes dos Espíritos da Bondade e Luz. No Brasil foi dublada por Sônia Ferreira

### Homem da Neve
Um homem gato que vive na montanha gancho, uma montanha gelada do terceiro mundo, auxiliado por um gato da neve conhecido como  Miau neve, é descoberto por Lyon no episódio 13 e no começo demonstra-se hostil, mas após um combate com Lyon, onde o mesmo cai em um abismo, Lyon o resgata, tornando-se assim bons amigos e ajuda os Thundercats em algumas ocasiões, conforme é mostrado em vários episódios. No Brasil foi dublado por Paulo Pinheiro e também por Antônio Patiño, Márcio Simões e Orlando Drummond

### Tuskas
Uma espécie de leões marinhos guerreiros que vivem na TusKânia, uma região do terceiro mundo, que é a fonte do rio do desespero. Eles são fortemente dependentes das águas do rio e, portanto, são muito protetores. Liderados por Turmagar, os Tuskas são lutadores corajosos e enfrentam qualquer inimigo que os ameace de frente. Eles estão armados com armas especiais que podem disparar cargas explosivas. Quando não estão lutando, os Tuskas são gentis e amigáveis por natureza.
Eles aparecem pela primeira vez no episódio 45 " Turmagar O Tuska" quando os ThunderCats ajudam os mesmos a derrotar o Technopede Gigante, fortemente armado, quando atacou sua fonte de água. Apesar de sua bravura, os Tuskas foram incapazes de derrubar o Technopede apenas com suas armas. Mas quando os ThunderCats entraram na luta, eles foram capazes de derrotar a máquina de guerra juntos. Desde então, os Tuskas se tornaram bons aliados dos ThunderCats.
Mais tarde no episódio 69, o Turmagar e os outros Tuskas ajudaram Snarf quando ele foi sequestrado por Ratar-O. Eles conseguiram derrubar o RatStar e libertar Snarf. Turmagar e Gomplin até ajudaram Snarf a rebocar o Navio Berserkers para o mar para impedir que os eles recapturassem Lynx-O , Bengali e Pumyra dos Mutantes que haviam levado os Thunderians para Fire Rock Mountain. No Brasil Turmagar é dublado por Marcos Miranda.

## Vilões

### Mumm-Ra
Mumm-Ra, "o rei de vida eterna", é sem dúvida o inimigo número um de Lion-O e dos outros Thundercats.
Ao chegarem ao Terceiro Mundo junto com os Thundercats, os mutantes pousam sua nave espacial em frente a uma gigantesca pirâmide negra. Ao entrar na milenar construção, Escamoso, Chacal e Simiano se deparam com um ser horrendo de aparência extremamente envelhecida com um corpo enfaixado e vestindo um longo manto vermelho. Esta tenebrosa criatura se apresenta como Mumm-ra, "o mal sempre vivo".
Mumm-Ra é um rei do egito com poderes místicos gigantescos e que estava vivo há mais de mil anos no terceiro mundo.
Imediatamente, Mumm-Ra faz uma aliança com os mutantes para juntos tentarem obter o olho de Thundera e seu poder infinito. Para isto a múmia milenar tería que destruir Lion-O e os outros Thundercats. Mumm-Ra vive dentro de sua misteriosa pirâmide negra construída há milenios. Dentro desta fortaleza existe a sala central onde se encontram o caldeirão mágico, as quatro estátuas gigantes dos Antigos Espíritos do Mal e o sarcófago, local onde Mumm-Ra dorme e mantém suas energias sempre renovadas. No caldeirão, Mumm-Ra pode ver e projetar imagens de tudo o que desejar e é através dele que ele pode também manter contato com Nêmesis, a força das trevas. Vale mencionar que a pirâmide negra possui em seu interior muitas salas e corredores misteriosos conhecidos apenas por ele próprio.
Quando está dentro de sua pirâmide, mantém uma forma envelhecida e desgastada pelos milhares de anos de vida. Porém ao invocar as forças dos espíritos do mal, a múmia envelhecida ganha músculos, altura e as faixas que recobrem seu corpo se partem, fazendo surgir um ser forte e de poderes quase ilimitados, com a aparência de um faraó semi-mumificado. Embora originário do terceiro mundo, a Terra, seu aspecto não é exatamente humano, lembrando algo como um híbrido de aspecto simiesco e canino ao mesmo tempo.
Quando se transforma ele ganha o nome de Mumm-Ra, "O de vida eterna" ou "O ser eterno", podendo voar e assumir qualquer outra forma como disfarce. Porém apesar de todos estes poderes, Mumm-Ra possui um ponto fraco. A criatura milenar tem um pavor gigantesco de ver sua própria imagem refletida em qualquer lugar. Ao ver sua imagem refletida, Mumm-Ra toma-se de pânico e seus poderes parecem se anular e sua força é drenada obrigando-o a fugir para seu sarcófago. Sem dúvida este ponto fraco foi muito explorado por Lion-O e os outros Thundercats nos combates contra Mumm-Ra.
Na virada da primeira para a segunda temporada do seriado, os Thundercats quase conseguem destruir Mumm-Ra numa batalha. Mas ele consegue se refugiar em sua pirâmide, tendo seus ferimentos curados pelos Antigos Espíritos do Mal, que, no processo, aumentam os poderes dele e tiram sua fraqueza de se apavorar quando vê sua própria imagem.

### Escamoso
Líder dos mutantes, comanda seus lacaios pela brutalidade. Deixa transparecer que não vê Mumm-Ra com bons olhos, embora muitas vezes aquele já o tenha ajudado. Isso porque acredita que ele e os demais Mutantes serão escravizados, caso a Múmia domine o Terceiro Mundo.

### Abutre
O mais inteligente dentre os mutantes, construindo máquinas, armas e engenhocas. Era muito ambicioso e dissimulado, mas bastante trapalhão, o que o tornava uma das personagens mais divertidas e "nonsense" do seriado.
Procura tomar a posição de líder dos mutantes de Escamoso durante a série.

### Simiano
Simiano é um dos generais mutantes ao lado de Escamoso, Chacal e Abutre. Sendo um macaco, Simiano tem uma força física acentuada, mas em compensação seu intelecto é bem limitado. Na verdade Simiano é o mais primitivo de todos os vilões mutantes e volta e meia está sempre agindo sem pensar, usando a força bruta em primeiro lugar. A arma de Simiano é um escudo metálico com uma cara de macaco entalhada na frente. Este escudo lança bolas de fogo e outros artefatos explosivos.
Na maioria dos combates, Simiano enfrentou Tygra, o mais inteligente dos Thundercats. Certa vez, Simiano foi enganado pelo satânico Mumm-Ra que lhe deu algumas esferas energéticas que aumentaram os poderes do símio. No fim, Simiano terminou preso na pirâmide de Mumm-Ra e sendo obrigado a se render para poder sair. Mesmo sendo um vilão, Simiano ganhou a simpatia do público ao passar por situações muito engraçadas, provocadas na maior parte das vezes por sua própria estupidez.

### Chacal
É o homem-cão de Plunndar, e o terceiro em comando. É bastante astuto, mas perde por sua falta de força. Sempre tenta tomar o controle do grupo.
Num determinado momento, resolve criar um exército e chega a subjugar os demais Mutantes, após ter derrotado os Thundercats, um a um. Chegou a afrontar Mumm-Rá nessa época. Mas Lion-O consegue derrotá-lo e ele, sem saída, retorna ao seu grupo.

### Ratáro
Homem-rato, dotado de forte personalidade, em dado momento chegou a tomar para si a liderança dos Mutantes, subjugando Escamoso. Com seu Olho de Rato, duas adagas que juntas e à frente de seus olhos se tornam uma arma de grande poder, ameaçou os ThunderCats, mas foi derrotado e fugiu.

### Grune
Um Ex-thundercat, era o melhor amigo de Jaga quando ambos se tornaram thundercats, mas quando Jaga se tornou líder dos Thundercats, Grune ficou com inveja e junto de traidores thunderianos quebrou o código de thundera e em seguida foi derrotado por Jaga e selado no Terceiro Mundo.
Mumm-ra já solicitou a ajuda de Grune várias vezes porém Grune em sua última aparição nas HQ se rebelou contra Mumm-ra, pois preferia morrer a deixar Mumm-ra se apoderar de Nova Thundera, que era o que Grune mais desejava. Grune possui somente um canino, ele lembra uma espécie de Leão negro como o tigre dente de sabre e é dez vezes mais forte que Panthro, suas armas são uma clava feita de thundrinio (pedras de fogo) e uma espada comum.

### Lunatacs
São interessados em controlar o Terceiro Mundo, pois seu planeta, uma das luas de Plunn-Dar, fora destruído, por este motivo eles seguiram para o planeta. Eles aparecem pela primeira vez no episódio 71 "Mumm-Ra Vive - Parte I, quando o vilão após derrotado, convoca os mutantes para libertar os lunatacs para assim eles fortalecerem a aliança do mal para derrotar os Thundercats. Começaram uma nova trama em episódios em que Luna é uma poderosa feiticeira anã e líder do grupo e seus comparsas são Amok, a fiel montaria de Luna sendo também bastante forte e ágil, Tug-Mug, armado com uma bazuca gravitacional e capaz de saltar em enormes distâncias ou alturas, Redeye, o que vê através do escuro com seus poderosos olhos que possuem diversas utilidades como laser ou visão infravermelha, Chilla, a rainha do gelo capaz de congelar o oponente com seu sopro ou aquecê-los ao máximo deixando em chamas e Alluro, cuja técnica é fazer com que o oponente se renda com seus enormes poderes psíquicos e seu cetro, além de trabalharem para Mumm-Ra fazem de tudo para acabar com os Thundercats. Apesar de trabalharem juntos com Mumm-Ra, eles planejam se vingar e destruir o vilão, uma vez que ele os aprisionou no terceiro mundo quando eles chegaram ao planeta.

### Berserkers
São um grupo de piratas malignos semelhantes aos viking que navegam nos mares da Terceira Terra . Liderados por seu líder implacável Hammerhand, os Berserkers desfrutam de nada mais do que aterrorizar os seres gentis da Terceira Terra. Eles costumam navegar pelos mares em seu navio em busca de sua comida favorita, os unicórnios . Eles tendem a repetir as palavras três vezes sempre que falam.
Os Berserkers também trabalham como mercenários e algumas vezes foram contratados por Mumm-Ra para ajudá-lo em seus planos de eliminar os ThunderCats . Mumm-Ra os paga em ouro e, muitas vezes, devido à sua natureza gananciosa, eles não hesitam em cruzar até o próprio Mumm-Ra. Os Berserkers também não gostam muito dos Mutantes. Além de Hammerhand, outros três marujos compõem o grupo: Ram Bam, Magrelo e Dose Dupla.

### Broca
Broca é um robô maligno que vive no subsolo do Terceiro Mundo. Com uma furadeira gigante em vez de pernas e um ponto de perfuração menor no topo de sua cabeça, o Broca é essencialmente um dispositivo perfuratriz vivo. Ele pode perfurar qualquer material conhecido pelo homem com facilidade. Um mercenário por excelência, este habitante das profundezas só funciona com diamantes, que ele precisa para manter sua broca afiada.
Em certo momento, Mumm-Ra pagou o Broca para entrar na Toca dos Gatos e sequestrar o poderoso Panthro. Mais tarde, Mumm-Ra contratou o Broca novamente, mas desta vez ele ordenou que o robô perfurasse um buraco do Lago Ácido até a Toca dos Gatos, esperando que o extremamente poderoso Ácido Ultrassolvente dissolvesse a fortaleza dos ThunderCats.
Mais tarde Mumm-Ra convocou o Broca quando desencadeou uma praga mecânica sobre os ThunderCats. Entre os vários vilões mecânicos e robóticos que ele trouxe de volta para atacar os ThunderCats, estava o Broca, que enfrentou Cheetara. O Broca também trabalhou no episódio 44 decidiu unir forças com Chacal em sua rebelião contra os outros mutantes. Além de suas brocas naturais, uma besta e areia do sono, uma forte substância anestésica que pode causar perda de consciência imediata.No Brasil é dublado por Antônio Patiño.

### Capitão Shiner
Líder dos Prussianos, ele é um mercenário sem lealdade a nenhuma causa específica, estabeleceu-se como um inimigo dos ThunderCats devido ser contratado repetidamente por Mumm-Ra. Shiner é um oponente sofisticado e inteligente, desdenha da metodologia grosseira de alguns dos outros subordinados de Mumm-Ra, como os Mutantes. Apesar de se aliar a Mumm-Ra, Shiner não é totalmente desprovido de princípios e, talvez surpreendentemente, parece exigir muito respeito da tripulação de sua nave, a Vertus.
Em sua primeira aparição na série, no episódio 35 " A Espada No Precipício", o Capitão Shiner foi contratado por Mumm-Ra para enviar um sinal de socorro falso para atrair Lion-O para sua nave e capturá-lo. Ele então pegou a Espada Justiceira de Lion-O e a entregou a Mumm-Ra, que a jogou em um buraco negro. No entanto, Lion-O e Snarf são libertados por Panthro e sequestram a Vertus e voam direto para o buraco negro para recuperar a espada. O buraco negro acaba se revelando um campo de força gigante, controlado por uma inteligência artificial conhecida como NETUNO, que aprisiona os ThunderCats e Shiner. Eles então trabalham juntos para escapar, mas no processo danificam gravemente a Vertus. Shiner ordena que os ThunderCats abandonem a nave enquanto ele, como capitão, decide afundar com o navio. A nave finalmente explode, mas Shiner consegue escapar em uma cápsula de fuga em forma de escaléu.
Mais tarde, Mumm-Ra contrata novamente Shiner para transportar os três refugiados thunderianos (Lynx-O, Bengali e Pumyra) para a Montanha das Pedras de Fogo, o que ele faz. Mais tarde, quando o esquema de Mumm-Ra fracassa, a múmia ordena que Shiner ataque os ThunderCats a fim de impedí-los de resgatar os três thunderianos. No entanto, Tygra e Cheetara conseguem subir secretamente a bordo da Vertus, desarmar sua tripulação e colocar a nave em um curso para espaço profundo a toda velocidade. No Brasil é dublado por Olney Cazarré e mais tarde por Jomeri Pozzoli.

### Capitão Cracker
Também chamado de Capitão Buscapé, ele é um renegado robótico implacável, o Capitão Cracker, o pirata do espaço, é um inimigo jurado dos ThunderCats e do sua parceira, Mandora, a Caçadora do Mal. Um vilão em todos os sentidos da palavra, Cracker se deleita em saquear e infligir crueldade a seus inimigos e, como tal, se destacou como o flagelo do espaço. Um criminoso procurado que navega entre as estrelas em sua nave, o Jolly Rogers, Cracker sempre se mostra uma ameaça sempre que ele encontra os ThunderCats ou seus amigos. O Capitão Cracker é um velho pirata robótico e capitão dos Jolly Rogers. Ele é dono de um papagaio robótico que geralmente fica em seu ombro.
No Episódio 31 “Mandora e os Piratas”, ele invadiu o Grande Planeta Penal Cinza para liberar um contingente criminoso para ajudá-lo a tomar o espaço. Ele foi parado graças às forças compostas de Lion-O, Mandora e Mão Leve. Ele foi exilado então pra Ilha do Exílio para cumprir prisão espacial.